# Charun

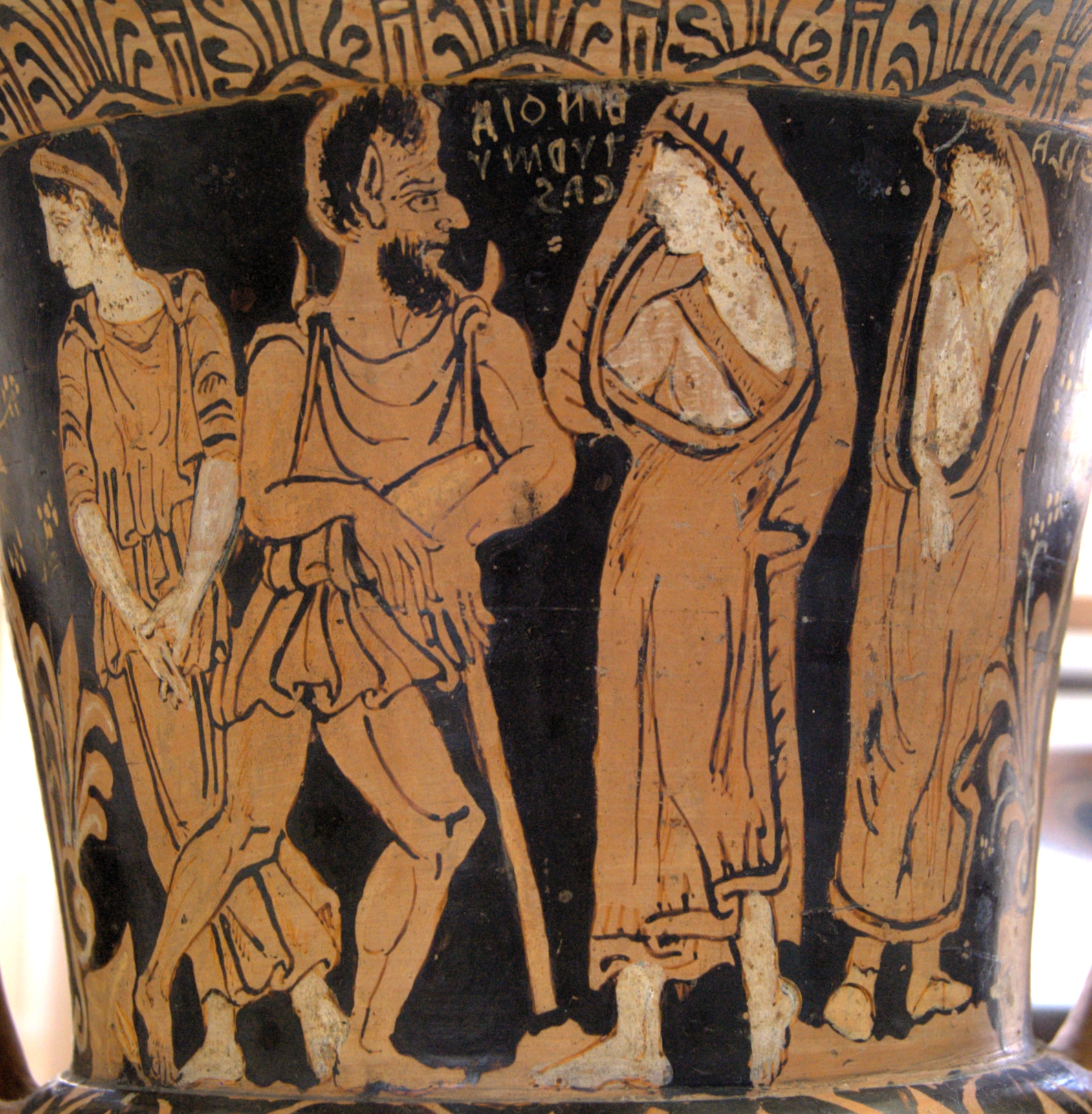
Representación de Charun junto a las almas de los fallecidos en una crátera de figuras rojas de fines del y principios del.

En la mitología etrusca, Charun (también escrito Charu o Karun) actúa como uno de los psicopompos del inframundo, y que no debe ser confundido con el señor del inframundo, conocido por los etruscos como Aita. Lo retratan a menudo con Vanth, una diosa alada también asociada con el inframundo.

## Orígenes
Su nombre proviene del Caronte griego, aunque no es seguro que los etruscos tuvieran un nombre originalmente para un dios del inframundo antes de esto. Según se ha sugerido por alteraciones en el Idioma etrusco θu "uno" se cambió a θunśna "primero", "león" (del griego leōn) y Apulu (del griego Apóllōn), palabras que terminan en -n después de u desaparecieron luego del lenguaje por lo que su nombre se escribía Хarun y después Хaru.

## Apariencia
El Charun etrusco era fundamentalmente diferente de su homólogo griego. Se le representaba protegiendo la entrada al inframundo con un martillo, su símbolo religioso, además de tener orejas puntiagudas, serpientes alrededor de sus brazos y una coloración azulada que simboliza la decadencia de la muerte. En algunas imágenes tiene alas enormes. También se le representa como una criatura grande con cabellos de serpiente, una enorme y ganchuda nariz de buitre y grandes colmillos como un jabalí enormes cejas crespadas, enormes labios, fieros ojos, orejas puntiagudas una barba negra, enormes alas, piel descolorida (pálida, azulada o grisácea) y serpientes alrededor de sus brazos.

## Función
Larissa Bonfante y Judith Swaddling mencionan sobre Charún: "Muchas escenas presentan a dos demonios del inframundo puramente etruscos, Vanth y Charu, cuyo trabajo no es castigar a los muertos, sino escoltarlos hasta su destino final". Sin embargo, hay al menos dos ejemplos, en el sarcófago de Laris Pulenas, así como una figura roja de Orbetello, que ilustran a Charún de manera amenazante. Cada uno muestra a Charún amenazando a una figura masculina con su martillo.
El carácter grotesco de la representación de Charún parece haber sido al menos parcialmente apotropaico en principio. El arte apotropaico era practicado por sus vecinos griegos en este momento, quienes solían representar ojos exagerados pintados en recipientes para beber en el siglo VI a. C. para ahuyentar a los espíritus mientras se bebe o la representación monstruosa de la Medusa cuya imagen se dice que volvía a los hombres en piedra. A través de estas imágenes violentas, grotescas y sangrientas, los etruscos creían defender las tumbas de los malos espíritus, así como santificarlas, tal vez en lugar del sacrificio ritual de un animal real que generalmente se realizaba en los ritos funerarios.
Nancy de Grummond ofrece una visión diferente. El relieve en el sarcófago de Laris Pulenas en Tarquinia, muestra a dos Charún blandiendo sus martillos sobre la cabeza de una persona, aunque la cabeza (probablemente la de Pulenas, el noble del sarcófago) ya no sobrevive debido a un accidente de conservación. Años más tarde, en el Coliseo, una figura vestida de manera parecida a Charún, llamado Dispater golpearía al perdedor con un martillo para asegurarse de que estaba muerto, tal vez un eco del antiguo guardián del inframundo. El martillo también podía ser utilizado para proteger a los muertos, a veces lo lanza para alejar a las serpientes que atacan al difunto en su viaje (como se muestra en el ánfora de Orvieto).
De Grummond señala que la barca de Caronte aparece solo una vez en el arte etrusco superviviente, y que algunos demonios etruscos están equipados con remos, pero normalmente los utilizan como armas en lugar de en su función marítima.

## Puntos de vista modernos
Muchos autores tienden a adoptar una visión más sensacionalista de Charún, hablando de él como un "demonio de la muerte". Estos autores pueden estar influenciados por las visiones cristianas del Infierno y el castigo moral. Para los etruscos, al igual que los griegos, el Hades no era más que un lugar moralmente neutral para los muertos. Ni el "bueno" ni el "malo" podría escapar de las garras de la muerte, y ambos eran reunidos allí juntos.
Ron Terpening, un profesor de literatura italiana en la Universidad de Arizona, cita a Franz Ruyt, quien afirma que Charún es similar a los demonios de los caldeos o las divinidades hindúes Shiva y Kali. Se presume que es el sirviente de Mantus y Mania. Y, como Caronte, es comparable al Thanatos, las Erinias y las Keres de los griegos. El autor, al igual que de Grummond, considera que algunas pinturas renacentistas del griego Caronte puede mostrar la continuidad de las creencias etruscas precristianas.
 Más tarde, cuando la divinidad evolucionó convertido en el Caronte griego, o Caronte en italiano, Terpening señala que el martillo o mazo de Charún a veces se sustituye por un remo, aunque no encaja con sus funciones.
De acuerdo con Jeff Rovin, Charun guía las almas al inframundo mundo sobre un caballo y "proporciona caballos a los recién fallecidos". También afirma que Charún parece amar la violencia y participa en las guerras y agregó que también goza de los desastres naturales. Una representación etrusca "muestra a Charun con Ajax o Aquiles" sacrificando prisioneros troyanos. Esta urna se conserva actualmente en el Cabinet des Médailles 920, de la Biblioteca Nacional de París. Rovin dice que algunas veces se le representa con una espada, y que "rebana" las almas con la misma. Por lo menos una imagen lo muestra mientras guía un alma a caballo, equipado con un martillo y una espada, que solo porta.
El Caron de Virgilio en la Eneida es particularmente cruel, de acuerdo con WF Jackson Knight, "el Caron de Virgilio no es sólo el barquero griego de Aristófanes [en Las ranas], sino más de la mitad de su yo etrusco Charun, el demonio torturador de la muerte etrusco, ningún barquero en absoluto."

## Asistentes
Se cree que Charun trabajaba con muchos asistentes en el inframundo, aunque podrían ser deidades independientes por derecho propio. La mayor parte de sus nombres se han perdido, pero al menos uno, Tuchulcha, se ha identificado en la Tumba de los Orcos II, y tiene el pelo y las alas como una gorgona. Tuchulcha, cuyo género es objeto de debate entre los estudiosos, aparece en una pintura de la historia de Teseo (conocida por los etruscos como "These") cuando visita los infiernos. These y su amigo Pirítoo están jugando a un juego de mesa, en el que participa Tuchulcha.
Hay cuatro Charuns en un fresco de la Tumba de los Charuns, y cada uno parece tener un apelativo. Se trata de Charun Chunchules, Charun Huths quien aparece cubierto de ampollas, Charun Lufe y un cuarto cuyo nombre se ha desmoronado hasta ser ilegible.
Muchos otros presuntos asistentes de Charun aparecen en la Tumba de los Demonios Azules, que es también el hogar de la única representación etrusca de la barca antes mencionada de Caron.

## En la cultura popular moderna
En la época contemporánea, Charún nunca ha sido tan popular como su homólogo griego, aunque ha habido algunas excepciones.
- Aparece en el poema "Back Matter" por Rachel Blau DuPlessis, que evoca la imagen de la Tumba de los Charuns.

- Charun es el Monster in My Pocket # 97. A diferencia de las representaciones antiguas, es calvo, voluminoso, parece que no lleva ropa, y sus alas parecen de cuero (tal vez en referencia a la afirmación de Rovin de su "piel gruesa") y carece de plumas.

- Hay una breve referencia a Charún en la novela de 2003 The Tribune's Curse: SPQR VII, por John Maddox Roberts en una invocación al "Padre Dis" y figuras afines, incluyendo a "Charún del martillo" (p. 65).

- Charun es mencionado en la canción "The one who will not be named" de la banda de metal GWAR.

## Otras fuentes de consulta
- Bonfante, Larissa, and Judith Swaddling. Etruscan Myths. University of Texas Press, 2006.
- de Grummond, Nancy. Etruscan Myth, Sacred History and Legend. Philadelphia: University of Philadelphia Museum, 2006.
- de Ruyt, Franz. Charun: Démon étrusque de la mort. Rome: Institut Historique Belge, 1934.
- del Chiaro, Mario. The Etruscan Funnel Group. Florence: Sansoni Editore. 1974.
- Knight, W.F. Jackson. Roman Vergil. 1944. Reprint Middlesex: Penguin, 1966.
- Lurker, Manfred. A Dictionary of Gods & Goddesses, Devils & Demons. Routledge, 1987.
- Müller, Carl Ottfried. Ancient Art and Its Remains; or a Manual of the Archæology of Art. Adamant Media Corporation, 2001. pp. 155 and 159.
- Russell, Jeffrey Burton. The Prince of Darkness: Radical Evil and the Power of Good in History. Cornell University Press, 1992. p. 17
- Starr, Chester G. A History of the Ancient World. New York: Oxford University Press, USA, 1991. p 451.
- Terpening, Ronnie H. Charon and the Crossing: Ancient, Medieval, and Renaissance Transformations of a Myth. Lewisburg, Pennsylvania: Bucknell University Press, 1984.
- Turner, Alice K. The History of Hell. Harvest Books, 1995. pp. 7, 25. She states on the latter page, "Eurynomus could have been one of the keres or derivative of Etruscan Charun, but Pausanias does not seem to think so."

- Datos: Q1067918
- Multimedia: Charun / Q1067918